# گفت‌وگوهایی با عباس کیارستمی
گفتگوهایی با عباس کیارستمی کتابی نوشته شده توسط گادفری چشایر است. این کتاب که در ابتدا توسط وودویل پرس در سال ۲۰۱۹ منتشر شد، شامل یک سری از مصاحبه‌ها با عباس کیارستمی است.
این کتاب شامل گفتگوهای عمیقی است که در طول دهه ۱۹۹۰ انجام شده، روایت فیلم به فیلم از دیدگاه‌های کیارستمی دربارهٔ پیشرفت هنری خود از اولین فیلم کوتاه «نان و کوچه» در ۱۹۷۰ تا نمایش ۱۹۹۹ «باد ما را خواهد برد» را ارائه می‌دهد. کتاب گفتگوهایی با کیارستمی برای اولین بار سلسله‌ای از مصاحبه‌های چشایر را با کیارستمی در قالب کتاب گرد آورده‌است. کتاب از آثار کمتر شناخته‌شده و فیلم‌های کوتاه او در آغاز حرفه سینمایی‌اش آغاز می‌شود و به آثاری چون «سه‌گانه کوکر» (خانه دوست کجاست؟، زندگی و دیگر هیچ، و زیر درختان زیتون) که شهرت بین‌المللی را برای کیارستمی به ارمغان آورد تا فیلم‌های معروف «کلوزآپ» و «طعم گیلاس» می‌رسد. مصاحبه‌ها در اواخر دهه ۱۹۹۰ انجام گرفته‌اند و حاوی بحث‌هایی خواندنی دربارهٔ بسیاری از فیلم‌های کیارستمی است. همچنین احمد کیارستمی فرزند این کارگردان نیز در مقدمه‌ای بر این کتاب به رابطه پدرش و گادفری چشایر اشاره می‌کند.